# Élisa Bonaparte
Maria Anna Elisa Bonaparte Baciocchi Levoy (tiếng Pháp: Marie Anne Elisa Bonaparte; 3 tháng 1 năm 1777 – 7 tháng 8 năm 1820), được biết đến nhiều hơn với tên Elisa Bonaparte, là một công chúa hoàng gia của Đệ Nhất Đế chế Pháp và là em gái của Hoàng đế Napoléon I. Năm 1805, bà được anh trai trao cho nhà nước có chủ quyền Thân vương quốc Lucca và Piombino và trở thành Nữ thân vương, đến năm 1809 bà tiếp tục được trao quyền cai trị Đại công quốc Toscana, ngoài ra bà còn là Nữ bá tước xứ Compignano.
Bà là người con thứ tư còn sống và là con gái lớn nhất Carlo Buonaparte và Letizia Ramolino. Là em gái của Joseph Bonaparte (vua của Vương quốc Napoli và Tây Ban Nha), Napoléon Bonaparte (Hoàng đế của Đế chế Pháp), và Lucien Bonaparte, là chị gái của Louis Bonaparte (vua của Vương quốc Holland), Pauline Bonaparte, Caroline Bonaparte và Jerome Bonaparte (vua của Vương quốc Westphalia).
Là Nữ thân vương xứ Lucca và Piombino, sau đó là Nữ công tước xứ Toscana, bà trở thành người phụ nữ duy nhất của Vương tộc Bonaparte sở hữu quyền lực chính trị. Mối quan giữa bà và người anh trai Napoleon đôi khi trở nên căng thẳng do cái lưỡi sắc bén của Elisa. Bà Rất quan tâm đến nghệ thuật, đặc biệt là sân khấu, bà đã khuyến khích chúng ở những vùng lãnh thổ mà bà cai trị.

## Tiểu sử
Elisa là con còn sống sót thứ tư và con gái còn sống sót lớn nhất của Carlo Buonaparte và Letizia Ramolino. Ngoài Napoléon, bà còn có các anh trai Joseph và Lucien, và các người em Louis, Pauline, Caroline và Jerome.
Khoảng năm 1795, gia đình Bonaparte chuyển tới Marseille. Ở đó Élisa quen Felice Pasquale Baciocchi (người sau này lấy họ Levoy). Là một nhà quý tộc Corsica và trước đây là đội trưởng của Royal Corse, ông đã bị cách chức khi Cách mạng Pháp bùng nổ. Bà đã kết hôn với Felice Pasquale Baciocchi, lúc này là một Đại úy quân đội, trong một nghi thức dân sự ở Marseille vào ngày 1 tháng 8 năm 1797, sau đó là một nghi lễ tôn giáo tại Morbello, nơi mà Napoleon đã chuyển đến ở cùng với gia đình của mình trong một biệt thự vào tháng 6 năm 1797. Do địa vị của Baciocchi khi đó khá thấp, Napoleon, khi đó đã là một vị tướng trẻ tiếng tăm lừng lẫy, đã có những bảo trợ cho sự nghiệp cho người em rể, cũng như gia đình em gái. Hôn lễ theo nghi thức tôn giáo của Elisa và Baciocchi đã được tổ chức cùng ngày với cuộc hôn nhân của người em gái Pauline với vị tướng Victor-Emmanuel Leclerc.
Vào tháng 7, Baciocchi được thăng lên "Chef de bataillon" (tương đương cấp bậc Thiếu tá), với quyền chỉ huy quân sự tại Ajaccio. Năm 1799, gia đình Bonaparte mở rộng chuyển đến Paris. Elisa đã về ở ngôi nhà 125 rue de Miromesnil, tại quận Roule, nơi bà có thể tổ chức tiếp khách và tiệc tùng.
Dưới thời Chế độ tổng tài Pháp mà anh bà là Napoleon giữ vị trí nguyên thủ nhà nước, Elisa và anh trai Lucien tổ chức một tiệm văn học và nghệ thuật tại Hôtel de Brissac, tại đó bà gặp nhà báo Louis-Marcelin de Fontanes, người mà bà đã có một tình bạn sâu sắc trong vài năm. Vào ngày 14 tháng 5 năm 1800, sau cái chết của người vợ đầu tiên của Lucien là Christine Boyer, Élisa đã nhận làm người bảo trợ cho 2 cô con gái của họ. Bà đưa người con cả là Charlotte, vào trường nội trú dành cho nữ của Madame Campan ở Saint-Germain-en-Laye.
Vào đầu tháng 11 năm 1800, Lucien được bổ nhiệm từ chức Bộ trưởng Bộ Nội vụ đến Madrid với tư cách là đại sứ Pháp tại triều đình của Vua Tây Ban Nha. Ông chổ nhiệm chồng của Élisa là Félix Baciocchi, làm thư ký cho mình. Élisa vẫn ở Paris, nhưng vẫn thường xuyên trao đổi thư từ với anh trai mình.
Vào ngày 18 tháng 5 năm 1804, Thượng viện Pháp đã bỏ phiếu ủng hộ việc thành lập Đệ Nhất Đế chế Pháp, Élisa và các chị em khác của Napoléon được trao địa vị với tư cách là thành viên của Hoàng gia, cả hai vợ chồng đều giữ phong cách "Imperial Highness" ("Altesse impériale"). Felice Baciocchi được thăng cấp lữ đoàn trưởng và sau đó trở thành thượng nghị sĩ.

## Nữ thân vương xứ Piombino và Lucca

Huy hiệu của Nữ Thân vương Elisa Bonaparte

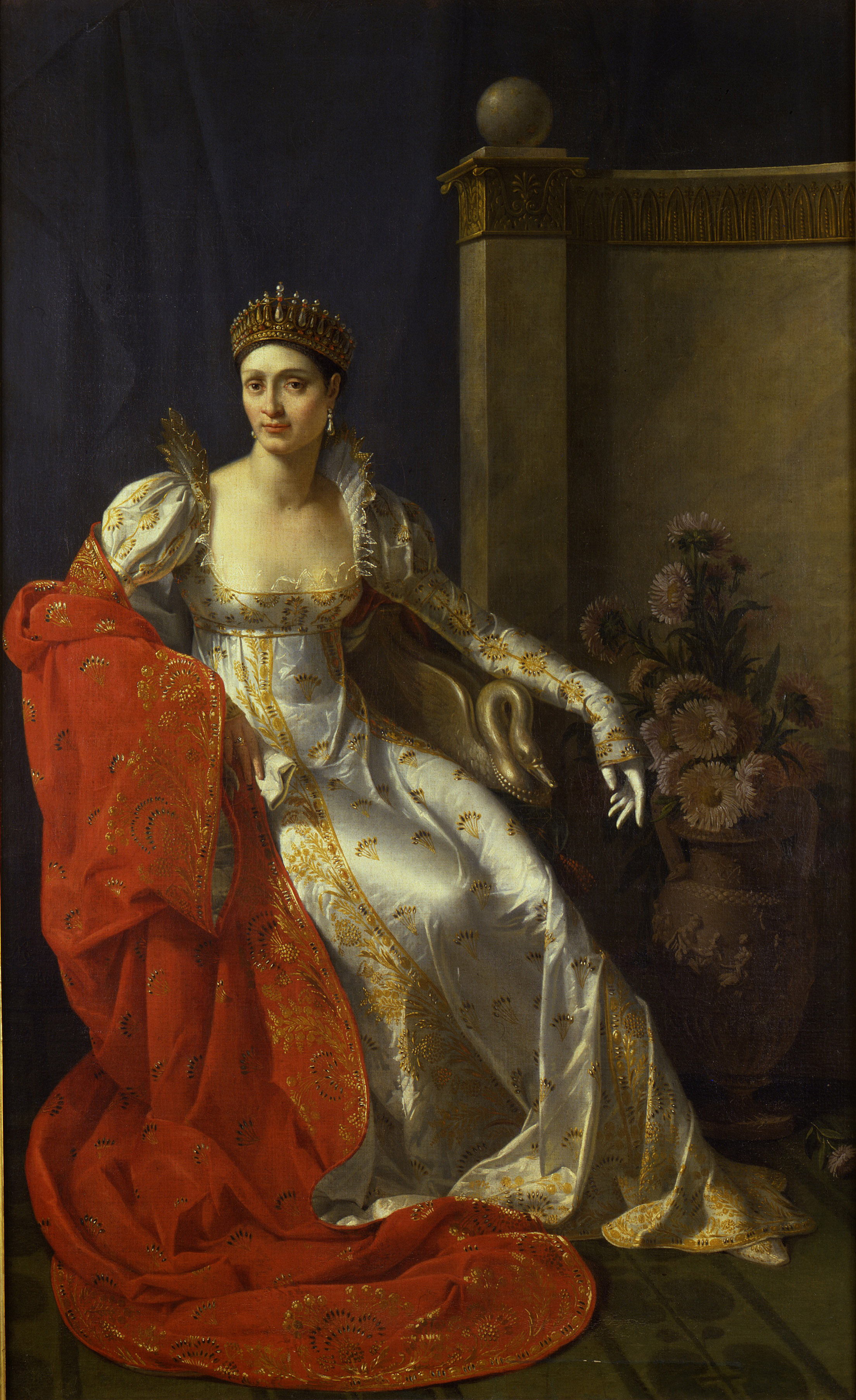
Chân dung của Marie-Guillemine Benoist, năm 1805

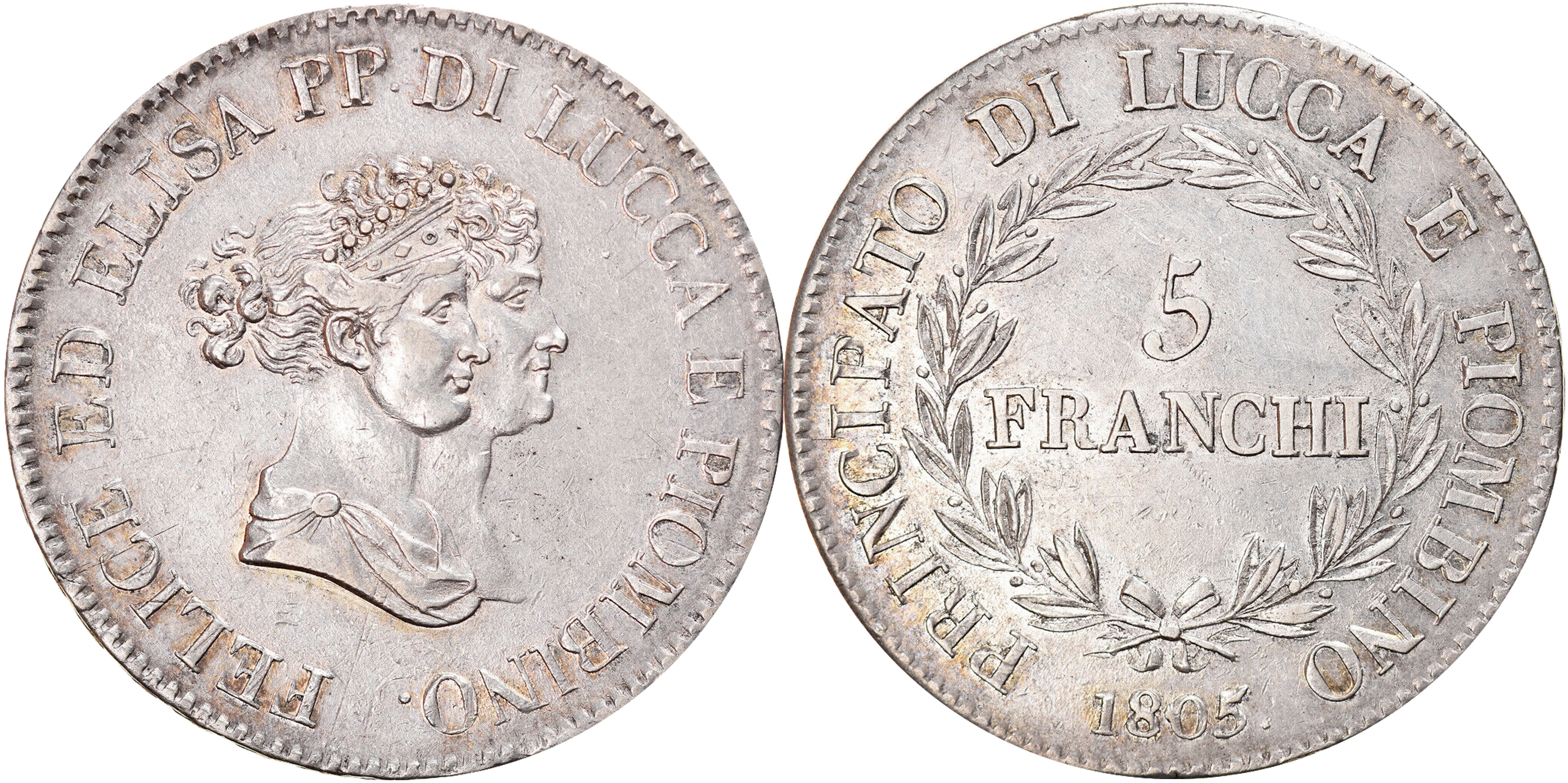
Xu bạc: 5 Franchi của Thân vương quốc Lucca và Piombino, đúc năm 1805, với mặt trước là 2 vợ chồng Thân vương Felix và Elisa, đây là phiên bản tiền đúc đầu tiên hiển thị chân dung của Elisa

Việc bà ly thân với chồng vào năm 1805 được Napoléon ủng hộ (mặc dù Elisa và chồng đã sớm tái hợp sau khi bà được trao quyền Nữ thân vương xứ Lucca). Vào ngày 19 tháng 3 năm 1805, Napoléon trao cho bà Thân vương quốc Piombino, vốn là tài sản của Pháp trong một số năm và là mối quan tâm chiến lược lớn của Napoléon do nó nằm gần Elba và Corsica. Felice và Élisa lấy tước hiệu "Thân vương và Nữ thân vương xứ Piombino". Vào tháng 6 năm 1805, Cộng hòa Lucca, vốn bị Pháp chiếm đóng từ cuối năm 1799, đã trở thành thân vương quốc và được bổ sung vào lãnh thổ của Felice và Élisa, việc họ tiếp nhận thêm Lucca và lễ tấn phong diễn ra sau đó vào ngày 14 tháng 7 năm 1805.
Napoléon đã khinh thường gọi Lucca là "nước cộng hòa lùn", do quy mô lãnh thổ nhỏ bé, nhưng mặc dù vậy, nó vẫn là thành trì của sự độc lập về chính trị, tôn giáo và thương mại. Phần lớn quyền lực đối với Lucca và Piombino do Élisa thực thi, Félix chỉ đảm nhận một vai trò nhỏ và bằng lòng với việc đưa ra các quyết định quân sự. Cư dân của Lucca, dưới sự chiếm đóng của Pháp và bất đắc dĩ bị mất nền độc lập, trớ trêu thay, Élisa lại được biết đến với cái tên "la Madame" và không mấy thiện cảm với Napoléon, Élisa, hay những nỗ lực của họ nhằm "Pháp hóa" nền cộng hòa.
Rất tích cực và quan tâm đến việc quản lý nhà nước của mình, Élisa được bao quanh tại Lucca bởi các bộ trưởng, những người phần lớn vẫn giữ nguyên vị trí cho đến cuối triều đại của bà. Các bộ trưởng này bao gồm Bộ trưởng Bộ Tư pháp Luigi Matteucci, Bộ trưởng Bộ Nội vụ và Ngoại giao, Francesco Belluomini (được thay thế vào tháng 10 năm 1807 bởi con trai ông Giuseppe), bộ trưởng tài chính của bà là Jean-Baptiste Froussard (người đứng đầu nội các) và sau đó , Pierre d'Hautmesnil (với danh mục đầu tư ngân sách). Bà cũng thiết lập một triều đình và nghi thức của triều đình lấy cảm hứng từ Cung điện Tuileries.
Vào ngày 31 tháng 3 năm 1806, Napoléon đưa lãnh thổ Công quốc Massa và Carrara khỏi Vương quốc Ý của mình để nhập vào lãnh thổ của Élisa. Carrara là một trong những nơi cung cấp đá cẩm thạch trắng lớn nhất ở châu Âu và Élisa đã củng cố uy tín của mình bằng cách thành lập Académie des Beaux-Arts, được thiết kế để tiếp đón những nhà điêu khắc vĩ đại nhất và do đó đưa Carrara trở thành nơi xuất khẩu tượng bằng đá cẩm thạch, có giá trị lớn hơn đá cẩm thạch thô. Bà cũng thành lập Banque Élisienne để hỗ trợ tài chính cho các nhà điêu khắc và công nhân về thuế đá cẩm thạch. Bà cải cách giáo sĩ tại Lucca và Piombino từ tháng 5 năm 1806, trong thời gian cải cách, bà đã quốc hữu hóa hàng hóa và đất đai của họ, đồng thời đóng cửa các tu viện không có chức năng như khách sạn hoặc trường học. Bà cũng tiến hành cải cách lập pháp ở Lucca, ban hành các luật lấy cảm hứng từ Bộ luật Napoléon (chẳng hạn như "Codice Rurale del Principato di Piombino" đáng chú ý, ban hành ngày 24 tháng 3 năm 1808) và bộ luật hình sự mới được ban hành năm 1807 và lần đầu tiên được cải cách vào năm 1810.
Năm 1807, bà thành lập Ủy ban Từ thiện Công cộng để phân phối quỹ từ thiện, bao gồm các giáo sĩ và giáo dân, đồng thời tổ chức tư vấn y tế miễn phí cho người nghèo nhằm loại bỏ các căn bệnh đang tàn phá dân số Lucca. Bà đã phá bỏ bệnh viện của Piombino để xây một bệnh viện mới trong tu viện cũ của Sant' Anastasia, với tòa nhà mới mở được mở cửa vào năm 1810, đồng thời thành lập Casa Sanitaria, một bệnh xá ở cảng của thị trấn. Vào ngày 5 tháng 5 năm 1807, ra quyết định thành lập "Ủy ban Khuyến khích Nông nghiệp, Nghệ thuật và Thương mại" để khuyến khích và tài trợ cho việc phát minh ra máy móc mới và kỹ thuật mới nhằm tăng sản lượng nông nghiệp của lãnh thổ và các đồn điền thử nghiệm như dâu tằm ở Massa, nơi École Normale de la Soie (Trường Tơ lụa) được thành lập vào ngày 16 tháng 8 năm 1808.
Élisa cũng thành lập nhiều cơ sở giảng dạy ở Lucca và vào năm 1809, "Direction Générale de l'Instruction Publique" (Tổng cục Giáo dục Công cộng). Vào ngày 1 tháng 12 năm 1807, bà thành lập "Collège Félix", trường trung học nam sinh duy nhất ở thân vương quốc. Đối với các bé gái, bà bắt đầu bằng việc ấn định các chương trình giảng dạy cố định cho các tu viện cũng hoạt động như trường học, sau đó thành lập một cơ quan gọi là "dames d'inspection" để xác minh rằng các chương trình giảng dạy này có được tuân thủ hay không. Việc dạy học cho các bé gái từ 5 đến 8 tuổi là bắt buộc, mặc dù luật pháp không phải lúc nào cũng được áp dụng tốt. Vào ngày 2 tháng 7 năm 1807, Élisa thành lập "Học viện Élisa" trong giới hạn của một tu viện cũ dành cho những cô gái thuộc dòng dõi quý tộc, để sản sinh ra những người vợ tương lai được giáo dục tốt và có học thức. Vào ngày 29 tháng 7 năm 1812, Élisa thành lập một cơ sở dành cho những cô gái trẻ nghèo, "Congregazione San Felice", mặc dù cơ sở này không tồn tại được lâu sau sự sụp đổ của Élisa.
Giống như Hoàng đế Napoléon, Élisa thiết lập các công trình cải thiện các đô thị trên lãnh thổ của mình, chủ yếu là để mở rộng các cung điện hoàng gia. Những công trình này đã bị tranh cãi gay gắt, đặc biệt là ở Lucca, nơi việc mở rộng các cung điện hoàng gia đòi hỏi phải phá bỏ Nhà thờ San Pietro vào tháng 3 năm 1807. Bà cũng san bằng toàn bộ khu nhà ở Lucca để xây một quảng trường theo phong cách Pháp trước mặt. nơi cư trú tại thành phố (nay là trụ sở của tỉnh và quận). Khu nhà đó bao gồm Nhà thờ San Paolo với bức tượng tôn kính của Madonna dei miracoli và vì vậy việc phá hủy nó đã ảnh hưởng nghiêm trọng đến kiến trúc thời Trung cổ của thành phố và gần như gây ra một cuộc nổi dậy.
Tại Massa, bà đã phá hủy một nhà thờ vào ngày 30 tháng 4 năm 1807. Cung điện ở Lucca được trang trí lại hoàn toàn và các khu vườn được cải thiện, với việc tạo ra một vườn thực vật với chuồng thú và chuồng chim vào năm 1811. Bà cũng bắt đầu xây dựng đường, đặc biệt là "tuyến đường Friedland" để liên kết Massa và Carrara, công việc bắt đầu vào ngày 15 tháng 8 năm 1807 nhưng bị trì hoãn và chỉ hoàn thành vào năm 1820. Vị thế của Lucca như một thị trấn spa cũng được củng cố nhờ việc bà đã cải thiện kiến trúc và trang trí các phòng tắm của thị trấn. Bà bắt đầu xây dựng một cống dẫn nước vào Lucca vào năm 1811, nhưng việc này cũng chỉ được hoàn thành sau khi chế độ của bà bị bãi bỏ.

## Nữ Đại công tước xứ Toscana

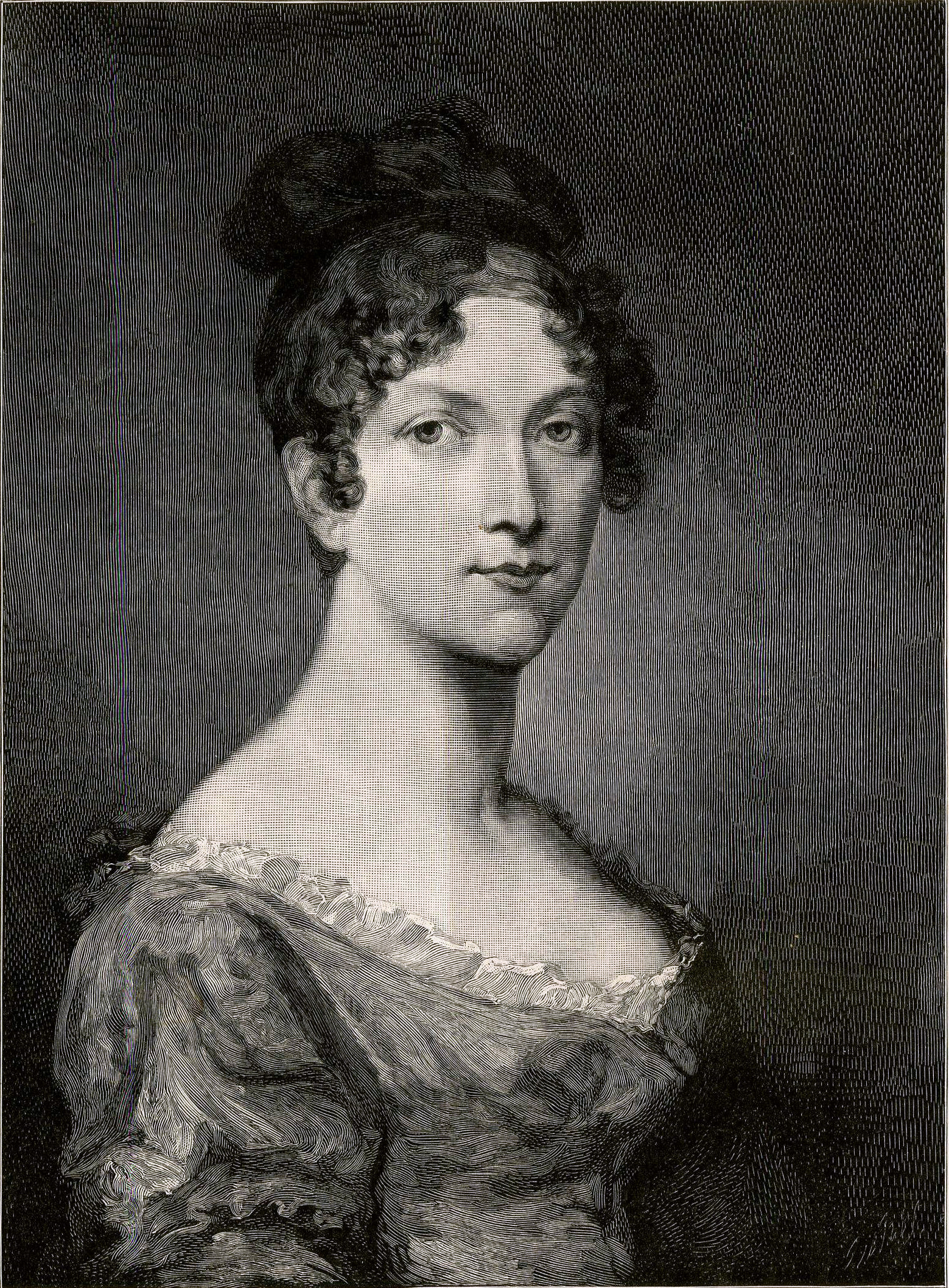
Elisa, với tư cách là Nữ đại công tước xứ Toscana, ủng hộ mong muốn thống nhất nước Ý của Napoléon dưới sự cai trị của chủ nghĩa Bonapartist.

Vào ngày 21 tháng 3 năm 1801, Lucien Bonaparte và Vua Tây Ban Nha đã ký Hiệp ước San Ildefonso thứ ba, khôi phục thuộc địa Louisiana cho Pháp để đổi lại thành lập Vương quốc Etruria bằng cách phân chia Đại công quốc Toscana. Vương quốc mới ban đầu được đặt dưới sự cai trị của Vương nữ Maria Louisa và chồng cô là Ludovico I của Etruria, nhưng ông sớm tỏ ra là một người cai trị kém cỏi và qua đời ngay sau đó vào năm 1803. Vì vậy, vào ngày 29 tháng 10 năm 1807, Napoléon đã ký Hiệp ước Fontainebleau với triều đình Tây Ban Nha. Điều này đã chuyển Toscana sang Pháp và vào tháng 11 năm đó, Marie Louise rời vương quốc. Từ ngày 12 tháng 5 năm 1808, Toscana được giao cho một thống đốc trung gian là Jacques-François Menou, một người lính Pháp đã cải sang đạo Hồi trong cuộc xâm lược Ai Cập của Napoléon, nhưng lối sống và sự thiếu quan tâm đến các vấn đề của lãnh thổ đã buộc Napoléon phải triệu hồi ông về. Ngày 5 tháng 4 năm 1809. Élisa mong muốn trở thành Thống đốc của Toscana vào năm 1808, nhưng bà đã mắc một căn bệnh vào cuối năm đó khiến bà không thể tham gia vào các công việc nhà nước. Bà hồi phục vào tháng 2 năm 1809. Một sắc lệnh chính thức được ban hành từ ngày 2 đến ngày 3 tháng 3 năm đó nhằm tái lập Đại công quốc Toscana, đặt Florence làm thủ đô và Élisa trở thành "Nữ Đại Công tước". Tuy nhiên, các điều khoản của sắc lệnh yêu cầu Élisa thực thi các quyết định của Napoléon và các bộ trưởng của ông, đồng thời từ chối cô có quyền sửa đổi bất kỳ quyết định nào trong số này. Đây là một sự khác biệt đáng kể so với quyền tự chủ tương đối mà Élisa được hưởng ở Lucca và Piombino. Sắc lệnh cũng thăng Félix lên cấp bậc Tướng sư đoàn (général de division).
Elisa là người phụ nữ duy nhất được Napoléon giao phó trách nhiệm chính trị thực sự. Ông thường không thích những phụ nữ hoạt động chính trị, và mặc dù ông đã bổ nhiệm người vợ thứ hai làm nhiếp chính trong thời gian ông vắng mặt, nhưng chức vụ đó chỉ mang tính danh nghĩa. Do đó, Elisa là một trường hợp ngoại lệ đối với Napoléon trong vấn đề này. Napoleon từng nói về Elisa thế này:
"Em gái tôi, Elisa, có tâm hồn nam tính, tính cách mạnh mẽ, phẩm chất cao quý và trí thông minh vượt trội; cô ấy sẽ chịu đựng nghịch cảnh bằng lòng dũng cảm."
Vào ngày 2 tháng 4 năm 1809, Élisa đến Florence, nơi bà được giới quý tộc tiếp đón một cách lạnh lùng. Sự xuất hiện của bà trùng hợp với một cuộc nổi dậy sau khi một thị trưởng và một thẩm phán bị ám sát. Việc cưỡng bách tòng quân và nhiều loại thuế mới do Napoléon áp đặt lên Toscana là nguồn gốc của xung đột trong khu vực. Giống như ở Lucca, Élisa cố gắng quốc hữu hóa tài sản của giới tăng lữ và đóng cửa nhiều tu viện.
Bà tiếp tục bảo trợ nghệ thuật và khoa học. Năm 1809, bà ủy quyền cho nhà điêu khắc Lorenzo Bartolini tạo ra những bức tượng bán thân của gia đình bà. Hai tập đầu tiên của "Annali del Museo Imperiale di Fisica e Storia Naturale" của Florence được dành tặng cho bà vào năm 1808 và 1809. Đài quan sát tại bảo tàng vật lý và lịch sử tự nhiên đó là tiền thân của Đài thiên văn Arcetri (Osservatorio Astrofisico di Arcetri) ngày nay ở Florence.
Élisa sau đó bất đắc dĩ tham gia vào việc Napoléon phế truất Giáo hoàng Pius VII. Pius phản đối việc Đế quốc Pháp sáp nhập các Lãnh địa Giáo hoàng, và ông từ chối từ bỏ quyền lực tạm thời của mình. Pius sau đó đã rút phép thông công Napoléon trong Quum memoranda vào ngày 10 tháng 6 năm 1809. Để đối phó với sự không khoan nhượng này, Napoléon đã chọn một vị tướng là Étienne Radet đến bắt cóc giáo hoàng và loại bỏ một nhân vật có thể tập hợp sự phản đối chống lại Đế quốc và chế độ của ông ta. Việc phế truất xảy ra vào đêm ngày 6 tháng 7 năm 1809, và giáo hoàng đã tới Savona trong những ngày sau khi bị phế truất. Giáo hoàng đi ngang qua Florence, nơi Élisa không đích thân chào đón ông và cũng yêu cầu Pius rời khỏi khu vực này càng sớm càng tốt, để không làm mất lòng anh trai bà vì có thể bị coi là đang chào đón kẻ thù của ông.
Mối quan hệ của Élisa với Napoléon ngày càng trở nên căng thẳng. Napoléon thường xuyên triệu hồi Élisa vì bất kỳ sự bất thường nào trong việc bà thực hiện mệnh lệnh của ông ở Toscana. Vào ngày 17 tháng 3 năm 1810, Élisa đến Paris để dự hôn lễ của Napoléon với Hoàng nữ Marie-Louise của Áo, nhưng Napoléon đã lợi dụng chuyến thăm của bà để đòi lại các khoản thanh toán từ khoản trợ cấp của ông cho 2 xứ Massa và Carrara. Khi Élisa quay trở lại Toscana, bà nhận thấy Napoléon vẫn tìm cách yêu cầu thanh toán các khoản trợ cấp này thông qua các đại sứ của mình. Élisa từ chối trả tiền lần thứ hai, cho rằng các vùng lãnh thổ có quá ít nguồn lực để trả số tiền 200.000 lira mà Napoléon yêu cầu. Napoléon đe dọa chiếm Carrara từ tay Élisa và cũng yêu cầu Lucca phải tăng quân nhập ngủ bằng cách cưỡng bách. Lucca trước đó đã được thoát khỏi gánh nặng này trước tháng 5 năm 1811, và những yêu cầu của Napoléon đã làm xói mòn sự ủng hộ của Élisa ở Lucca. Élisa trở về Lucca từ Florence và khôi phục lại biệt thự mà ngày nay được gọi là Villa Reale di Marlia, bất chấp sự đón nhận lạnh lùng của cộng đồng địa phương.

## Mất quyền lực và lưu vong
Năm 1813, khi Hoàng đế Napoléon phải đối mặt với liên minh sau chiến dịch ở Nga, chồng của Caroline Bonaparte là Joachim Murat, Vua của Napoli, đã bỏ rơi anh rể của mình và gia nhập chính nghĩa của Áo bằng cách lãnh đạo người Napoli tiến đến Rome, đến Florence vào tháng 1 năm 1814. Élisa buộc phải rời Toscana để tới Lucca. Người Napoli đã chiếm được Massa và Carrara vào tháng 3. Một lực lượng Anh-Áo dưới sự chỉ huy của Lãnh chúa William Bentinck đã chiếm giữ Lucca ngay sau đó, buộc Élisa đang mang thai phải chạy trốn vào đêm ngày 13 tháng 3 năm 1814. Élisa buộc phải thoái vị với tư cách là Nữ đại công tước xứ Toscana để ủng hộ sự khôi phục tước vị của Đại công tước Ferdinand III. Élisa đã có một số chuyến lưu trú ngắn hạn ở Ý và Pháp, đặc biệt là tìm kiếm sự hỗ trợ ở Marseille để trở lại Ý với tư cách cá nhân. Yêu cầu của cựu nữ đại công tước bị từ chối, nhưng bà vẫn có thể ở lại Áo một thời gian nhờ nỗ lực của em trai bà là Jérôme Bonaparte, trước khi chuyển đến Villa Caprara ở Trieste.
Napoléon bị đày đến Elba vào ngày 13 tháng 4 năm 1814 theo Hiệp ước Fontainebleau, Élisa bị bắt vào ngày 25 tháng 3 và bị giam tại pháo đài Brünn của Áo. Bà được trả tự do vào cuối tháng 8 và được phép ở lại Trieste với tước hiệu "Nữ bá tước xứ Compignano". Élisa mua lại một ngôi nhà nông thôn tại Villa Vicentina gần Cervignano sau khi được thả và tài trợ cho một số cuộc khai quật khảo cổ trong vùng. Bà mắc một căn bệnh hiểm nghèo vào tháng 6 năm 1820, có thể là tại một địa điểm khai quật, và qua đời vào ngày 7 tháng 8 ở tuổi 43. Bà được chôn cất tại Nhà thờ San Petronio của Bologna.

## Hôn nhân và hậu duệ
Élisa kết hôn với Felice Pasquale Baciocchi Levoy, một thành viên của giới quý tộc Corsica, vào ngày 1 tháng 5 năm 1797. Ông được hoàn đế Napoleon trao tước hiệu Thân vương đế chế, Thân vương xứ Lucca & Piombino và Thân vương xứ Massa-Carrara và La Garfagnana. Họ là cha mẹ của năm đứa con:
1. Felix Napoléon Baciocchi Levoy (1798–1799).
2. Napoléon Baciocchi (1803–1803).
3. Elisa Napoléone Baciocchi Levoy (1806–1869); kết hôn với Philippe, Comte Camerata-Passioneï de Mazzoleni (1805–1882), và có 1 con trai: Charles Félix Jean-Baptiste Camerata-Passionei di Mazzoleni (1826–1853)
4. Jérôme Charles Baciocchi Levoy (1810–1811).
5. Frédéric Napoléon Baciocchi Levoy (1813–1833).

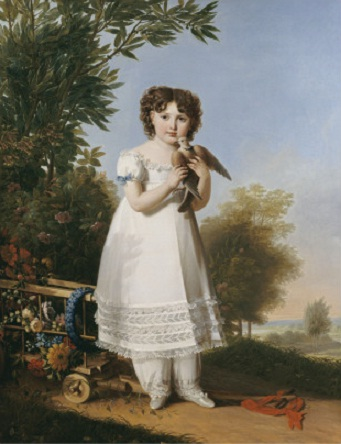
Elisa Napoléone của Marie-Guillemine Benoist, 1810
Chân dung với con gái Elisa của François Gérard, 1811